# Hydrobiosis
Hydrobiosis is een geslacht van schietmotten van de familie Hydrobiosidae.

## Soorten
- H. budgei AG McFarlane, 1960
- H. centralis JB Ward, 1997
- H. clavigera AG McFarlane, 1951
- H. copis AG McFarlane, 1960
- H. chalcodes AG McFarlane, 1981
- H. charadraea AG McFarlane, 1951
- H. falcis KAJ Wise, 1958
- H. frater R McLachlan, 1868
- H. gollanis Mosely, 1953
- H. harpidiosa AG McFarlane, 1951
- H. ingenua EJ Hare, 1910
- H. johnsi AG McFarlane, 1981
- H. kiddi AG McFarlane, 1951
- H. lindsayi RJ Tillyard, 1925
- H. neadelphus JB Ward, 1997
- H. parumbripennis AG McFarlane, 1951
- H. sherleyi JB Ward, 1998
- H. silvicola AG McFarlane, 1951
- H. soror Mosely, 1953
- H. spatulata AG McFarlane, 1951
- H. styracine AG McFarlane, 1960
- H. styx AG McFarlane, 1951
- H. taumata JB Ward, 1997
- H. torrentis JB Ward, 1995
- H. umbripennis R McLachlan, 1868